# Histomonas meleagridis
Histomonas meleagridis ist ein flagellentragender Einzeller welcher eine amoeboide Form besitzt und der als Parasit vor allem Hühner und Truthühner, aber auch eine Vielzahl anderer Vögel, befällt. Bei diesen kann der Parasit eine infektiöse Darmerkrankung, die Histomoniasis, auch bekannt als Schwarzkopfkrankheit, verursachen. Insbesondere bei Truthühnern verläuft diese oftmals tödlich.
Nach Infektion findet sich der Erreger vor allem im Lumen des Blinddarms und im Parenchym der Leber, wo der Parasitenbefall extensive Nekrosen verursacht. Der genaue Übertragungsweg ist immer noch nicht endgültig aufgeklärt. Einige Studien berichteten über eine Übertragung durch Eier des Nematoden Heterakis gallinarum, welcher selbst ein Parasit ist. Andere Autoren berichteten von einem möglichen Zystenstadium.

## Merkmale
H. meleagridis ist ein mikroskopisch pleomorpher Einzeller und kann in zwei Formen, amoeboid und begeißelt vorkommen. Innerhalb von Geweben kommt die amoeboide Form vor, während sich im Lumen, aber auch in Zellkultur, die begeißelte Form findet.
Der Durchmesser der amoeboiden Form beträgt typischerweise 8–15 μm. Die begeißelte Form kann bis zu 10–30 μm im Durchmesser erreichen. Das Flagellum besitzt dabei den klassischen 9x2+2 Aufbau.
Histomonaden besitzen keine Mitochondrien, sondern Hydrogenosomen, welche als Organellen für die Energiegewinnung zuständig sind. Die Ernährung erfolgt dabei mit Hilfe von Nahrungsvakuolen und Phagocytose. Das Cytosol von Histomonaden kann eine hohe Zahl von Glykogenpartikeln enthalten, welches als Speicherstoff dient.